# Cephalonomia
Cephalonomia is een geslacht van vliesvleugelige insecten van de familie platkopwespen (Bethylidae).

## Soorten
- C. benoiti Guiglia, 1956
- C. brevipennis Kieffer, 1906
- C. cursor Westwood, 1881
- C. formiciformis

Zwamplatkopwesp Westwood, 1833
- C. gallicola (Ashmead, 1887)
- C. hammi Richards, 1939
- C. hypobori Kieffer, 1919
- C. maculata Maneval, 1935
- C. mycetophila Kieffer, 1906
- C. nidicola Szelenyi, 1944
- C. nigrescens Kieffer, 1906
- C. nigriventris Masi, 1933
- C. pontina Cerruti, 1957
- C. rufa Kieffer, 1906
- C. tarsalis (Ashmead, 1893)
- C. venata Richards, 1939
- C. waterstoni Gahan, 1931